# 鲁雷
鲁雷（義大利語：Roure），是意大利皮埃蒙特大区都靈廣域市的一个市镇。总面积59平方公里，人口905人，人口密度15.3人/平方公里（2009年）。ISTAT代码为001227。